# Belägringen av Malta (1565)

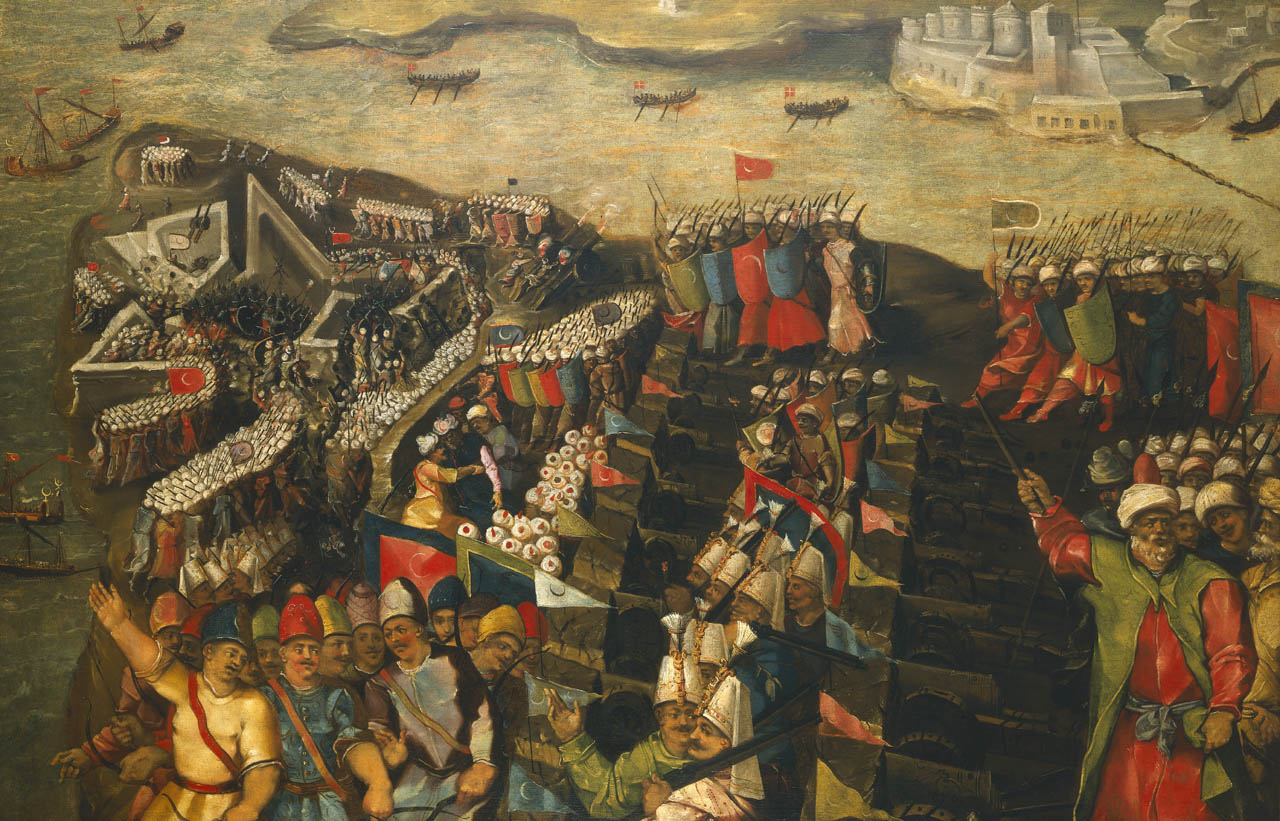
Belägringen av Malta - Turkiska trupper intar Fort St. Elmo Av:Matteo Perez d' Aleccio.

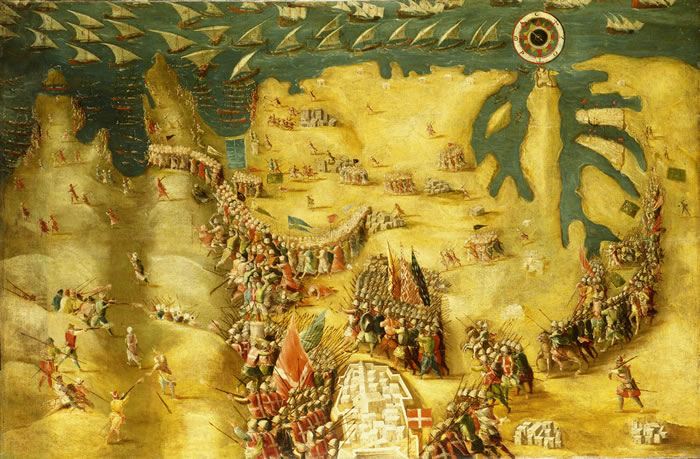
Belägringen av Malta - Turkarnas tillbakadragande Av:Matteo Perez d' Aleccio.

Belägringen av Malta (maltesiska: Assedju ta' Malta 1565) inleddes den 18 maj 1565 då osmanska trupper landsteg på ön, som då hölls av Johanniterorden sedan denna, likaledes av osmanerna, hade blivit bortdriven från Rhodos 1523. Belägringen utkämpades mellan trupper ledda av sultan Süleyman den store och en försvarande styrka bestående av johanniterriddare och av maltesisk milis vilka samtliga stod under befäl av ordens stormästare Jean Parisot de la Valette.
Johanniterorden – eller Malteserorden – var den sista stora kvarvarande korsfararorden. Riddarna rekryterades ur adel från hela Europa. 

## Belägringen
Den 20 maj 1565 landsteg Süleyman den store med en styrka bestående av 28 000 osmanska soldater plus stöd av trupper från Alger och Tripoli, vilket innebar att invasionsstyrkan enligt  Francisco Balbi di Correggio, som förde journal över belägringen,  sammanlagt bestod av bortåt 48 000 man. Johanniterriddarnas styrka bestod av knappt 8000 soldater, varav blott cirka femhundra var riddare. Övriga trupper bestod främst av milis ur den lokala befolkningen. Uppgifterna om styrkornas storlek skiljer sig dock stort mellan olika källor.
Maltas befästningar utgjordes av fyra fort; Fort St. Elmo, Fort St. Angelo, och Fort St. Michael samt den gamla huvudstaden Mdina. 
De turkiska trupperna landsteg vid Marsaxlokk den 18 maj och tog snabbt kontroll över landsbygden. Den maltesiska befolkningen tog då sin tillflykt till riddarnas befästningar.
Turkarna inledde belägringar av forten och ville snabbt säkra en hamn för sin armada. För att nå detta mål insåg Süleyman att den mest framgångsrika strategin borde vara att först attackera maltesernas minsta fort, Fort St. Elmo, eftersom detta kontrollerade åtkomsten av de maltesiska hamnarna. Bombardemanget mot Fort St. Elmo inleddes den 26 maj. Garnisonen där lyckades med hjälp av förstärkningar från de andra forten att hålla stånd mot turkarna under en månads tid, innan den till slut föll i turkarnas händer. Vid Fort St. Elmos fall, den 23 juni hade turkarnas förluster redan nått upp till åtminstone 6000 man. Hela den maltesiska garnisonen på Fort St. Elmo på cirka 1500 man dödades.
Nu riktade turkarna nästa offensiv mot Fort St. Michael och mot staden Birgu (vilken under belägringen var den maltesiska huvudstaden). Trots upprepade massiva angrepp mot de båda forten lyckades emellertid inte turkarna inta något av dem. Vid ett tillfälle kom de dock ända in i Fort St. Michael men blev snabbt tillbakaslagna och utdrivna igen.
Den 5 juli anlände förstärkningar från Sicilien. Det rörde sig bara om en mindre styrka på 700 man. Därför kom den att kallas Piccolo Soccorso. Den 7 september anlände ytterligare en efterlängtad styrka, en betydligt större styrka om 10 000 man från Sicilien. Fyra dagar senare, den 11 september fann turkarna det för gott att lämna ön. 
Balbi rapporterade att osmanernas förluster torde ha uppgått till minst 25 000 man, kanske så många som 35 000. Detta taget i jämförelse med Johanniterordens och dess hjälptruppers förluster som stannade vid 2500 man. Utom dessa dödades emellertid även ungefär 7000 malteser.